# Grand Prix Formule 1 van Frankrijk 1950
De Grand Prix Formule 1 van Frankrijk 1950 werd gehouden op 2 juli op het circuit van Reims-Gueux in Reims. Het was de zesde race van het seizoen.

## Uitslag
| Pos. | Nr. | Coureur                           | Constructeur  | Rondes | Tijd / Oorzaak uitval | Grid | Punten |
| ---- | --- | --------------------------------- | ------------- | ------ | --------------------- | ---- | ------ |
| 1    | 6   | Juan Manuel Fangio                | Alfa Romeo    | 64     | 2:57:52.8             | 1    | 9S     |
| 2    | 4   | Luigi Fagioli                     | Alfa Romeo    | 64     | + 25.7                | 3    | 6      |
| 3    | 14  | Peter Whitehead                   | Ferrari       | 61     | + 3 Rondes            | 18   | 4      |
| 4    | 44  | Robert Manzon                     | Simca-Gordini | 61     | + 3 Rondes            | 12   | 3      |
| 5    | 16  | Philippe Étancelin Eugène Chaboud | Talbot        | 59     | + 5 Rondes            | 4    | 1      |
| 6    | 26  | Charles Pozzi Louis Rosier        | Talbot        | 56     | + 8 Rondes            | 15   |        |
| 7    | 2   | Nino Farina                       | Alfa Romeo    | 55     | Fuel Pump             | 2    |        |
| 8    | 18  | Yves Giraud Cabantous             | Talbot        | 52     | + 12 Rondes           | 5    |        |
| NF   | 22  | Pierre Levegh                     | Talbot        | 36     | Motor                 | 9    |        |
| NF   | 40  | Felice Bonetto                    | Maserati      | 14     | Motor                 | 10   |        |
| NF   | 42  | Johnny Claes                      | Talbot        | 11     | Oververhitting        | 14   |        |
| NF   | 42  | Louis Rosier                      | Talbot        | 10     | Oververhitting        | 6    |        |
| NF   | 32  | Reg Parnell                       | Maserati      | 9      | Motor                 | 11   |        |
| NF   | 28  | Franco Rol                        | Maserati      | 6      | Motor                 | 7    |        |
| NF   | 30  | Louis Chiron                      | Maserati      | 6      | Motor                 | 13   |        |
| NF   | 34  | David Hampshire                   | Maserati      | 5      | Motor                 | 17   |        |
| NF   | 12  | Raymond Sommer                    | Talbot        | 4      | Oververhitting        | 16   |        |
| NF   | 36  | José Froilán González             | Maserati      | 3      | Motor                 | 8    |        |

## Statistieken
| Pole-position | Juan Manuel Fangio | Alfa Romeo | 2:30.6 |
| Snelste ronde | Juan Manuel Fangio | Alfa Romeo | 2:35.6 |

## Noot
- Dit was het Formule 1-wereldkampioenschapsdebuut voor de Franse coureur Charles Pozzi.
- Dit was de eerste podiumplaats voor Peter Whitehead.

1906 · 1907 · 1908 · 1912 · 1913 · 1914 · 1921 · 1922 · 1923 · 1924 · 1925 · 1926 · 1927 · 1928 · 1929 · 1930 · 1931 · 1932 · 1933 · 1934 · 1935 · 1936 · 1937 · 1938 · 1939 · 1947 · 1948 · 1949 · 1950 · 1951 · 1952 · 1953 · 1954 · 1956 · 1957 · 1958 · 1959 · 1960 · 1961 · 1962 · 1963 · 1964 · 1965 · 1966 · 1967 · 1968 · 1969 · 1970 · 1971 · 1972 · 1973 · 1974 · 1975 · 1976 · 1977 · 1978 · 1979 · 1980 · 1981 · 1982 · 1983 · 1984 · 1985 · 1986 · 1987 · 1988 · 1989 · 1990 · 1991 · 1992 · 1993 · 1994 · 1995 · 1996 · 1997 · 1998 · 1999 · 2000 · 2001 · 2002 · 2003 · 2004 · 2005 · 2006 · 2007 · 2008 · 2018 · 2019 · 2021 · 2022